# Comuna de Krzywiń
Krzywiń (polaco: Gmina Krzywiń) é uma gminy (comuna) na Polónia, na voivodia de Grande Polónia e no condado de Kościański. A sede do condado é a cidade de Krzywiń.
De acordo com os censos de 2004, a comuna tem 9913 habitantes, com uma densidade 55,3 hab/km².

## Área
Estende-se por uma área de 179,16 km², incluindo:
- área agricola: 74%
- área florestal: 16%

## Demografia
Dados de 30 de Junho 2004:
|                      | Total   | Total | Mulheres | Mulheres | Homens  | Homens |
| -------------------- | ------- | ----- | -------- | -------- | ------- | ------ |
|                      | pessoas | %     | pessoas  | %        | pessoas | %      |
| População            | 9913    | 100   | 5005     | 50,5     | 4908    | 49,5   |
| Densidade (pop./km²) | 55,3    | 100   | 27,9     | 27,9     | 27,4    | 27,4   |

De acordo com dados de 2002, o rendimento médio per capita ascendia a 1417,01 zł.

## Subdivisões
- Bielewo, Bieżyń, Cichowo, Czerwona Wieś, Gierłachowo, Jerka, Jurkowo, Kopaszewo, Lubiń, Łagowo, Łuszkowo, Mościszki, Nowy Dwór, Rąbiń, Rogaczewo Małe, Rogaczewo Wielkie, Świniec, Teklimyśl, Wieszkowo, Zbęchy, Zbęchy-Pole, Zgliniec, Żelazno.

## Comunas vizinhas
- Czempiń, Dolsk, Gostyń, Kościan, Krzemieniewo, Osieczna, Śmigiel, Śrem